# Mörtsjön (Ovanåkers socken, Hälsingland)
Mörtsjön är en sjö i Ovanåkers kommun i Hälsingland och ingår i Ljusnans huvudavrinningsområde. Sjön har en area på 2,58 kvadratkilometer och ligger 169 meter över havet. Sjön avvattnas av vattendraget Hässjaån.

## Delavrinningsområde
Mörtsjön ingår i det delavrinningsområde (681952-150213) som SMHI kallar för Utloppet av Mörtsjön. Medelhöjden är 224 meter över havet och ytan är 30,06 kvadratkilometer. Räknas de 10 avrinningsområdena uppströms in blir den ackumulerade arean 148,79 kvadratkilometer. Hässjaån som avvattnar avrinningsområdet har biflödesordning 3, vilket innebär att vattnet flödar genom totalt 3 vattendrag innan det når havet efter 91 kilometer. Avrinningsområdet består mestadels av skog (78 procent). Avrinningsområdet har 3,49 kvadratkilometer vattenytor vilket ger det en sjöprocent på 11,6 procent.